# Jarrion Lawson
Jarrion Lawson (né le 6 mai 1994 à Texarkana) est un athlète américain, spécialiste du saut en longueur.

## Biographie
Il se révèle en 2012 lors des championnats des États-Unis juniors, à Bloomington, en remportant les titres du saut en longueur (7,77 m) et du triple saut (15,64 m). Lors des championnats du monde juniors 2012, à Barcelone, il décroche la médaille de bronze de l'épreuve du saut en longueur (7,64 m) et se classe sixième de celle du triple saut.
Étudiant à l'Université de l'Arkansas à Fayetteville, il remporte en 2014 le titre du saut en longueur des championnats NCAA en salle, à Albuquerque, en établissant la meilleure performance mondiale de l'année en salle avec 8,39 m,. 
Le 10 juin 2015, il établit son record personnel en plein air, avec 8,34 m (+ 0,2 m/s) à Eugene.
Le 3 juillet 2016, lors des sélections olympiques américaines, il établit dans le même stade la meilleure performance annuelle de la saison, en sautant 8,58 m avec vent régulier mais en étant battu d'un centimètre par Jeff Henderson (ce dernier avec vent favorable).
En août, il échoue au pied du podium des Jeux olympiques de Rio avec un saut à 8,25 m. Pourtant, le monde entier aurait cru que Lawson remporterait le titre après un saut à plus de 8,50 m (tandis que le vainqueur est à 8,38 m) mais le tableau n'affiche que 7,78 m. Après protestation, les officiels annoncent bien que Lawson a laissé des traces bien avant les 8,50 m.
Le 5 août 2017, en finale des championnats du monde de Londres, il réalise une série régulière de 8,38 m, 8,43 m, 8,40 m, 8,11 m, 8,31 et 8,44 m, son meilleur résultat de la saison. Il remporte la médaille d'argent derrière le Sud-Africain Luvo Manyonga (8,48 m) mais devant l'autre Sud-Africain Rushwal Samaai (8,32 m). Le 17 février 2018, il remporte le titre national en salle avec un saut à 8,38 m, devant son compatriote et champion du monde en salle Marquis Dendy (8,22 m).
Le 31 août 2018, il est annoncé que Jarrion Lawson est provisoirement suspendu à la suite d'un test antidopage positif à l'épitrenbolone, un stéroïde,.

## Palmarès

### International
| Date | Compétition                    | Lieu             | Résultat | Épreuve   | Marque        |
| ---- | ------------------------------ | ---------------- | -------- | --------- | ------------- |
| 2012 | Championnats du monde juniors  | Barcelone        | 3e       | Longueur  | 7,64 m        |
| 2016 | Jeux olympiques                | Rio de Janeiro   | 4e       | Longueur  | 8,25 m        |
| 2016 | Ligue de diamant               | Ligue de diamant | 5e       | Longueur  | détails       |
| 2017 | Relais mondiaux de l'IAAF      | Nassau           | 2e       | 4 x 200 m | 1 min 19 s 88 |
| 2017 | Championnats du monde          | Londres          | 2e       | Longueur  | 8,44 m        |
| 2017 | Ligue de diamant               | Ligue de diamant | 3e       | Longueur  | 8,12 m        |
| 2018 | Championnats du monde en salle | Birmingham       | 4e       | Longueur  | 8,14 m        |
| 2024 | Championnats du monde en salle | Glasgow          | 5e       | 8,06 m    |               |

### National
- Championnats des États-Unis d'athlétisme
  - vainqueur du saut en longueur en 2017

## Records
| Épreuve          | Épreuve   | Performance | Lieu        | Date           |
| ---------------- | --------- | ----------- | ----------- | -------------- |
| Saut en longueur | Plein air | 8,58 m      | Eugene      | 3 juillet 2016 |
| Saut en longueur | Salle     | 8,39 m      | Albuquerque | 14 mars 2014   |